# Pericallia nigrescens
Pericallia nigrescens är en fjärilsart som beskrevs av Clayton Dissinger Mell 1935. Pericallia nigrescens ingår i släktet Pericallia och familjen björnspinnare. Inga underarter finns listade i Catalogue of Life.